# Lord Give Me a Sign
«Lord Give Me a Sign» — пісня американського репера DMX, випущена 21 серпня 2006 року як другий сингл з його шостого студійного альбому Year of the Dog... Again.
Пісня розповідає про те, як DMX бореться з «випробуваннями та стражданнями» протягом усього свого життя, увесь час шукаючи сили від Бога, щоб виграти битви, з якими він стикається.

### Відеокліп
Відео пісні показує DMX у пустелі, можливо, намагаючись відтворити історію про те, як Ісус провів сорок днів і ночей у пустелі. Він також показує фотографії Луїзіани, ураженої ураганом, та інші емоційні зображення.

## Чарти
| Чарт (2006)                                    | Найвища позиція |
| ---------------------------------------------- | --------------- |
| Німеччина (Media Control AG)                   | 31              |
| Швейцарія (Media Control AG)                   | 65              |
| UK Singles (OCC)                               | 111             |
| США Bubbling Under Hot 100 Singles (Billboard) | 22              |
| США (Hot R&B/Hip-Hop Songs) (Billboard)        | 70              |